# Мариона, Сальвадор
Сальвадор Антонио Мариона Ривера (исп. Salvador Antonio Mariona Rivera; род. 27 декабря 1943 или 16 декабря 1943, Санта-Текла) — сальвадорский футболист, защитник.

## Карьера

### Клубная карьера
Во взрослом футболе дебютировал в 1962 году в команде «Марио Кальво», а в 1963 году перешёл в «Атланте», но нигде надолго не задерживался.
В 1964 году стал игроком клуба «Альянса» (Сан-Сальвадор), за который отыграл следующие тринадцать сезонов своей игровой карьеры, дважды став чемпионом страны. 
В 1977 году перешёл в состав другой сальвадорской команды «Депортиво Платенсе», где и завершил карьеру футболиста в 1978 году. 

### Карьера в сборной
В 1965 году дебютировал в официальных матчах в составе национальной сборной Сальвадора. В составе сборной был участником чемпионата мира 1970 года, на котором принял участие во всех трёх матчах своей команды.

### Тренерская карьера
В 1973 году тренировал клуб «Альянса» (Сан-Сальвадор), а в 1978 году возглавил тренерский штаб клуба «Депортиво Платенсе». В 1979 году на один сезон вернулся к работе в клубе «Альянса» (Сан-Сальвадор), а затем стал его президентом. В 1982 году был ассистентом главного тренера сборной Сальвадора.